# Proteína ABCD1
Se conoce como ABCD1 a una proteína que transfiere ácidos grasos a los peroxisomas.

## Función
La proteína codificada, por el gen ABCD1 en el humano y por Abcd1 en el ratón, es un miembro de la gran familia de proteínas transportadoras dependientes de ATP (ATP-binding casete (ABC) en inglés). Las proteínas ABC transportan varias moléculas a través de membranas celulares externas e internas. 
Los genes abc se dividen en siete subfamilias (ABC1, MDR/TAP, MRP, ALD, OABP, GCN20, y White). ABCD1 es un miembro de la subfamilia ALD, la cual participa en la importación por el peroxisoma de ácidos grasos y/o acil-coenzimas A grasas. Todos los transportadores peroxisomales ABC conocidos son medio transportadores, es decir, requieren una molécula transportadora complementaria para formar un transportador homodimérico o heterodimérico. ABCD1 está involucrada en el transporte peroxisomal o catabolismo de ácidos grasos de cadena muy larga.

## Relevancia clínica
Los defectos en el gen codificante de la ABCD1, situado en el cromosoma X humano se han identificado como la causa subyacente de la adrenoleucodistrofia, un desorden hereditario recesivo y desmielinizante del sistema nervioso.

## Organismos modelo
La función de la ABCD1 se ha estudiado en organismos modelo. El programa International Knockout Mouse Consortium —un proyecto de mutagénesis de alto rendimiento para generar y distribuir modelos animales de enfermedades a científicos— produjo una línea de ratones knockout, llamada Abcd1tm1a(EUCOMM)Wtsi en el Wellcome Trust Sanger Institute.
Los ratones machos y hembras se sometieron a una pantalla fenotípica estandarizada para determinar los efectos de la eliminación del gen. Se realizaron veinticuatro pruebas en ratones mutantes sin observarse alteraciones significativas.

## Interacciones
La proteína ABCD1 interactúa con PEX19.